# The Wedding Guest
The Wedding Guest er en amerikansk stumfilm fra 1916 af Jacques Jaccard.

## Medvirkende
- Harry Carey
- Olive Carey som Panchita
- William Canfield
- Joe Rickson som Jose Del Barra
- Peggy Coudray som Faro Lamie